# Nulf Schade-James

Nulf Schade-James (*1958 in Gedern, Vogelsbergkreis, Hessen) ist ein deutscher evangelischer Pfarrer, Autor, Künstler und LGBTQ+ Aktivist. Er gilt als einer der ersten offen schwulen Pfarrer in Deutschland, der öffentlich und authentisch seine Lebensform lebt und sich für die Gleichstellung homosexueller Menschen in der Kirche einsetzt. Sein Mann David James und er war das erste homosexuelle Paar, das 1996 in der EKHN getraut wurde. Damals war das illegal. 
Biografie
Frühes Leben und Ausbildung
Nulf Schade‑James wurde 1958 in Gedern (Vogelsberg) geboren (Quelle). Er studierte Evangelische Theologie in Frankfurt am Main und Heidelberg und absolvierte sein Vikariat in Wiesbaden. Danach verbrachte er ein Spezialvikariat in Kairo und blieb dort anschließend als Lehrer an der Deutschen Evangelischen Oberschule (DEO Kairo) Evangelisch.de.
Studium und theologische Prägung
Nach dem Abitur begann Nulf ein Theologiestudium an der Universität Frankfurt am Main. Neben der akademischen Ausbildung prägten ihn die Theaterarbeit, intensive Freundschaften. Früh verband er religiöse Arbeit mit kreativen Ausdrucksformen, ein Stil, der später zu seinem Markenzeichen wurde.
In den 1980er Jahren erweiterte er seinen Horizont durch Aufenthalte im Ausland, unter anderem in den USA und Ägypten. Diese Erfahrungen sensibilisierten ihn für kulturelle Vielfalt und globale Perspektiven auf Glauben, Gerechtigkeit und Identität.
Kirchlicher Werdegang
Seit 1989 ist er Pfarrer in der Evangelischen Kirchengemeinde „Frieden und Versöhnung“ im Frankfurter Gallusviertel (Quelle). Sein Engagement hat dazu beigetragen, dass gleichgeschlechtliche Paare in der Evangelischen Kirche in Hessen und Nassau (EKHN) gesegnet werden können – ein Meilenstein, den er frühzeitig öffentlich vorangetrieben hat (Quelle).
Pfarramt und queeres Engagement
Seine ersten Schritte im Pfarrdienst führten ihn nach Wiesbaden, dann Kairo, später nach Frankfurt am Main. Dort übernahm er gemeinsam mit Kolleg*innen Verantwortung in der Evangelischen Friedensgemeinde im Gallus, einer Gemeinde mit langer Tradition progressiver Entscheidungen – u. a. der frühen Unterstützung der Homosexuellen und Kirche (HuK).
In den 1990er Jahren lebte er offen mit seinem Partner David im Pfarrhaus – eine damals kirchenrechtlich heikle Situation, die durch den Mut des Kirchenvorstands möglich wurde. Diese gelebte Offenheit war ein wichtiger Impuls für den innerkirchlichen Wandel.
Nulf Schade-James war maßgeblich daran beteiligt, dass queere Menschen seit 2002 den kirchlichen Segen erhielten. Heute sind queere kirchliche Trauung den heterosexuellen Trauung gleichgestellt. 
Nulf war außerdem maßgeblich beteiligt an der Entstehung des Schuldbekenntnisses der EKHN gegenüber queeren Menschen. Sein öffentlicher Brief an den Kirchenpräsidenten Dr. Volker Jung trug entscheidend dazu bei, dass die Kirche ihre eigene diskriminierende Geschichte benannte.
Privates Leben
Seit 1992 lebt Nulf mit David James zusammen. Gemeinsam sind sie Teil einer großen Wahlfamilie, Paten mehrerer Kinder und Großväter („Nonno“ und „Grandpa“) von zwei Enkelkindern. Ihre Wohnung und ihr Garten waren und sind stets Orte der Gastfreundschaft, der Gemeinschaft und der Freude.
Wirkung und Vermächtnis
Nulf Schade-James steht für eine Kirche, die Vielfalt lebt und bejaht. Sein Lebensweg ist ein Beispiel dafür, wie persönlicher Mut, theologische Tiefe und liebevolle Beharrlichkeit Wandel möglich machen. Er hat gezeigt, dass authentisch gelebte Liebe – zu Gott, zu Menschen, zur eigenen Identität – nicht nur das eigene Leben, sondern auch die Kirche verändern kann.
Persönliches Leben und LGBTQ+-Engagement
Schade‑James lebt seit über 20 Jahren mit seinem US-amerikanischen Lebenspartner David James zusammen, mit dem er später eine Ehe einging. Sie haben gemeinsam einen Ziehsohn (Quelle). Als Künstler (u. a. in Travestie) nutzt er Ausdruck, Musik und Bühnenperformance, um seine Botschaft von Vielfalt, Mut und Geschlechtergerechtigkeit zu vermitteln .
Autobiografie: Gottes Kleid ist bunt
Im Sommer 2017 erschien seine Autobiografie „Gottes Kleid ist bunt – Wie ein schwuler Pfarrer die Kirche veränderte“ (Quelle). Das Buch gewährt intime Einblicke in seine Kindheit und Jugend in Gedern, sein Coming‑Out, sein Leben in der Kirche sowie die Herausforderungen und Erfolge seines Aktivismus. Schade‑James begann mit dem Schreiben bereits 2011 während eines Studienurlaubs in Spanien; nach umfangreichen Überarbeitungen und der Suche nach einem Verlag erschien es schließlich als E‑Book – später auch mit einer limitierten Druckausgabe zugunsten seiner Gemeinde (Quelle).
Bedeutung
Seine Lebensgeschichte ist nicht nur ein persönliches Zeugnis, sondern auch ein Beitrag zur deutsch‑kirchlichen Geschichte hinsichtlich der Akzeptanz homosexueller Pfarrer*innen und Familienformen. Er trat als mutiger Wegbereiter hervor und vermittelte durch seine Erfahrungen, dass Glaube und sexuelle Identität sich nicht ausschließen, sondern gegenseitig bereichern können.
1. ↑  Gottes Kleid ist bunt. 6. August 2025, abgerufen am 14. August 2025.